# Messerschmitt Me P 08.01

Disegno delle potenziali capacità di trasporto del velivolo

Il Messerschmitt Me P 08.01 è stato il progetto, mai realizzato, di un bombardiere pesante multiruolo ad ala volante, con compiti di tipo strategico/tattico ed anche di ricognizione a lungo raggio, che venne progettato nel settembre del 1941. Il progetto fu pensato per disporre di un bombardiere strategico in grado di colpire oltre l'Atlantico New York. Il progetto riprendeva la tecnologia dell'aereo a tuttala realizzata successivamente con l'Horten Ho 229.

## Storia del progetto
Gli studi per l'avveniristico progetto furono interrotti con un provvedimento del marzo 1943, da parte dell'RLM che bloccava tutti i progetti di sviluppo di bombardieri pesanti; ciò per concentrare tutti gli sforzi sulla produzione e progettazione di velivoli difensivi, utili per contrastare l'incalzare dei bombardamenti alleati sulle città tedesche.

## Tecnica
Progettato interamente in metallo con la cabina di pilotaggio pressurizzata, era motorizzato con quattro motori DB 9-615 (evoluzione del Daimler-Benz DB 603) inseriti all'interno del profilo delle ali con eliche posteriori poste in configurazione spingente.
Con una riserva di 40 000 kg di carburante era capace di una autonomia di 17 630 km con un carico di bombe fino a 20 000 kg, mentre in assetto da ricognitore l'autonomia saliva fino a 27 170 km. La velocità massima a 8 000 m di quota era stata prevista in 645 km/h.
Il carrello triciclo anteriore era interamente retrattile e dotato di comandi idraulici.
Avrebbe avuto armi a comando remoto per la difesa anteriore e posteriore.
Le ali con una superficie complessiva di 300 m2, avevano una configurazione a freccia, con due angolazioni diverse tra la sezione ospitante le due coppie di motori e la sezione libera, la quale aveva un angolo più accentuato.
Il disegno complessivo ricorda molto il successivo Northrop YB-49 statunitense.
Il velivolo era progettato in modo da disporre di un ampio vano di carico nella fusoliera, in grado di ospitare anche un carroarmato; tutti i serbatoi del carburante erano posti nelle ali.

## Versioni
Il progetto prevedeva versioni adibite sia per scopi strategici che tattici:
- bombardiere strategico con un carico di bombe utile di 20 000 kg ed una autonomia di 15 000 km,
- pattugliatore marittimo con un carico utile di 20 000 kg di bombe del tipo radio-controllato, mine e/o siluri,
- bombardiere tattico con un carico utile di 50 000 kg ed una autonomia di 2500 km,
- ricognitore a lungo raggio con una autonomia di 27 000 km,
- aereo da trasporto strategico con la capacità di trasporto di 25 tonnellate.